# Cyrtophleba coquilletti
Cyrtophleba coquilletti là một loài ruồi trong họ Tachinidae.